# Шавлохов, Борис Михайлович
Борис Михайлович Шавлохов (12 июня 1996, Гудаута) — российский футболист, нападающий, полузащитник.
Родился в Гудауте, в шесть лет с семьёй переехал в Москву. До 14 лет занимался в академии «Спартака», год провёл в аренде в ФШМ, затем вернулся в «Спартак». В 16 лет попал в молодёжную команду казанского «Рубина», в сезонах 2012/13 — 2013/14 провёл по 8 матчей, забил один гол. Привлекался к тренировкам основной команды. После ухода из клуба Курбана Бердыева в августе 2014 года перешёл в «Краснодар». До конца года провёл 10 матчей в первенстве ПФЛ за «Краснодар-2», в 9 матчах выходил на замену после перерыва или во втором тайме. Забивал голы в первых трёх играх. Впоследствии три матча и один гол против команд из Крыма были аннулированы.  В конце июля 2016  подписал контракт с белорусским клубом  высшей лиги «Гранит» Микашевичи, за который до конца чемпионата провёл 14 матчей.